# Arachnodes oberthuri
Arachnodes oberthuri là một loài bọ cánh cứng trong họ Bọ hung (Scarabaeidae).